# Володар звірів
Володар звірів (англ. The Beast Master) — науково-фантастичний роман американської письменниці Андре Нортон, вперше опублікований  1959 року.
Перша книга серії «Володар звірів»; про бувшого розвідника, який може керувати тваринами.

## Зміст
«Повелитель звірів» розповідає про Хостіна Сторма, навахо та колишнього розвідника, який має емпатичні та телепатичні зв'язки з групою генетично змінених тварин (орла, пуми та двох сурикатів). Після перемоги у війні, яка знищила Землю, команда емігрує на далеку планету Арзор, де її наймають охороняти худобу. Шторм все ще таїть гнів на своїх колишніх ворогів Хіків, і поклявся помститися місцевому фермеру на ім'я Куейд за вбивство свого батька. Після боротьби проти нових хижаків, місцевих племен та таємної схованки Хіків, які можуть приймати людську подобу, команда знаходить на цій планеті свою нову батьківщину.
У цьому романі та його продовженнях Нортон досліджує аспекти індіанської культури, зокрема навахо, через метафори в житті Шторма та в культурі, яку він приймає на своїй новій планеті.